# محمد عرب (کارگردان)
محمد عرب پابندی (زاده ۲۴ آذر ۱۳۴۳ در گرگان) نویسنده، کارگردان و تهیه‌کننده اهل ایران است. وی فعالیت سینمایی را سال ۱۳۶۳ با انجمن سینمای جوانان در گرگان آغاز کرد. از جمله فعالیت‌های وی ساخت ۲۰ فیلم کوتاه، دریافت جوایز داخلی و خارجی، تدریس در سینمای جوان می‌باشد.

## کارگردان
- داش‌آکل (۱۳۹۶)
- قند تلخ (۱۳۸۷)
- یک الف ناقابل (۱۳۸۰)
- سمفونی تاریک (۱۳۷۹)

## نویسنده
- قند تلخ
- یک الف ناقابل (۱۳۸۰)
- سمفونی تاریک (۱۳۷۹)

## تهیه کننده
- داش‌آکل (۱۳۹۶)

## مجری طرح
- قند تلخ (۱۳۸۷)

## طراح صحنه و لباس
- قند تلخ
- یک الف ناقابل (۱۳۸۰)
- سمفونی تاریک (۱۳۷۹)